# Badgered (film 1916)
Badgered è un cortometraggio muto del 1916 diretto da T.N. Heffron (Thomas N. Heffron). Sceneggiato da William M. Henry e prodotto dalla Selig, il film aveva come interpreti James Bradbury Sr., Grace Darmond, Harry Mestayer, Al W. Filson, Edith Johnson.

## Trama
George Prentiss, un boss politico, ha contribuito all'elezione di Paul Robertson pensando di poter manovrare il nuovo legislatore a proprio vantaggio. Alla sua richiesta di appoggiare il progetto di deviare le acque della zona di Folsom, Robertson rifiuta sostenendo che il disegno di legge della Empress Valley avrebbe rovinato i contadini di Folsom. Prentiss e il suo socio, il colonnello Jackson, proprietario di un giornale e padre di Vera, la ragazza di cui Robertson è innamorato, cercano di piegare Robertson. Per screditarlo, gli preparano una trappola con l'ausilio di Fanny Stokes, un'avventuriera, che si presta a compromettere Robertson, fingendo di aver avuto con lui un appuntamento in un albergo. Gli autori del complotto convocano nell'hotel alcuni giornalisti ma quando Robertson appare, è in compagnia di Vera, la figlia di Jackson. I due annunciano che, quella mattina, si sono segretamente sposati e, in questo modo, rovinano il piano volto a rovinare politicamente Robertson.

## Produzione
Il film fu prodotto dalla Selig Polyscope Company.

## Distribuzione
Distribuito dalla General Film Company, il film - un cortometraggio in una bobina - uscì nelle sale cinematografiche statunitensi il 29 aprile 1916.